# Cutremurul de la Izmit
Cutremurul de pământ din 17 august 1999, ora locală 03:02 (00:02 GMT), a fost numit de la Kokaeli și a avut epicentrul la 3 km de orașul Gölcük. Această localitate este foarte apropiată de un mare centru industrial al Turciei și port la un golf al Mării Marmara, orașul Izmit. Adâncimea focarului a fost, după cele mai multe centre seismologice din lume, la numai 15 km. Seismul a fost resimțit până în sudul României inclusiv, la București intensitatea fiind, se pare, de III–IV grade pe scara Mercalli.
Clădirile, construite în marea lor majoritate fără a respecta regulile de securitate, s-au prăbușit în urma seismului de 40 de secunde. Și Istanbulul a avut de suferit, la fel întreaga zonă de nord-vest a țării, care este foarte industrializată, tragedia afectând astfel grav economia Turciei. Seismul a provocat și un incendiu puternic din cauza prăbușirii unui turn al rafinăriei Tüpraș, unde erau stocate 700.000 de tone de petrol.
La scurt timp după seism s-a produs și un tsunami în Marea Marmara, cu valuri care au distrus bazele navale din golful İzmit. Anumite zone de coastă au rămas de atunci permanent inundate, nivelul mării crescând ca urmare a deplasării plăcilor tectonice.
În primele două ore de la șocul principal s-au produs 10 replici puternice, provocând mai multe pagube și pierderi de vieți omenești.

## Seismotectonica Podișului Anatolian

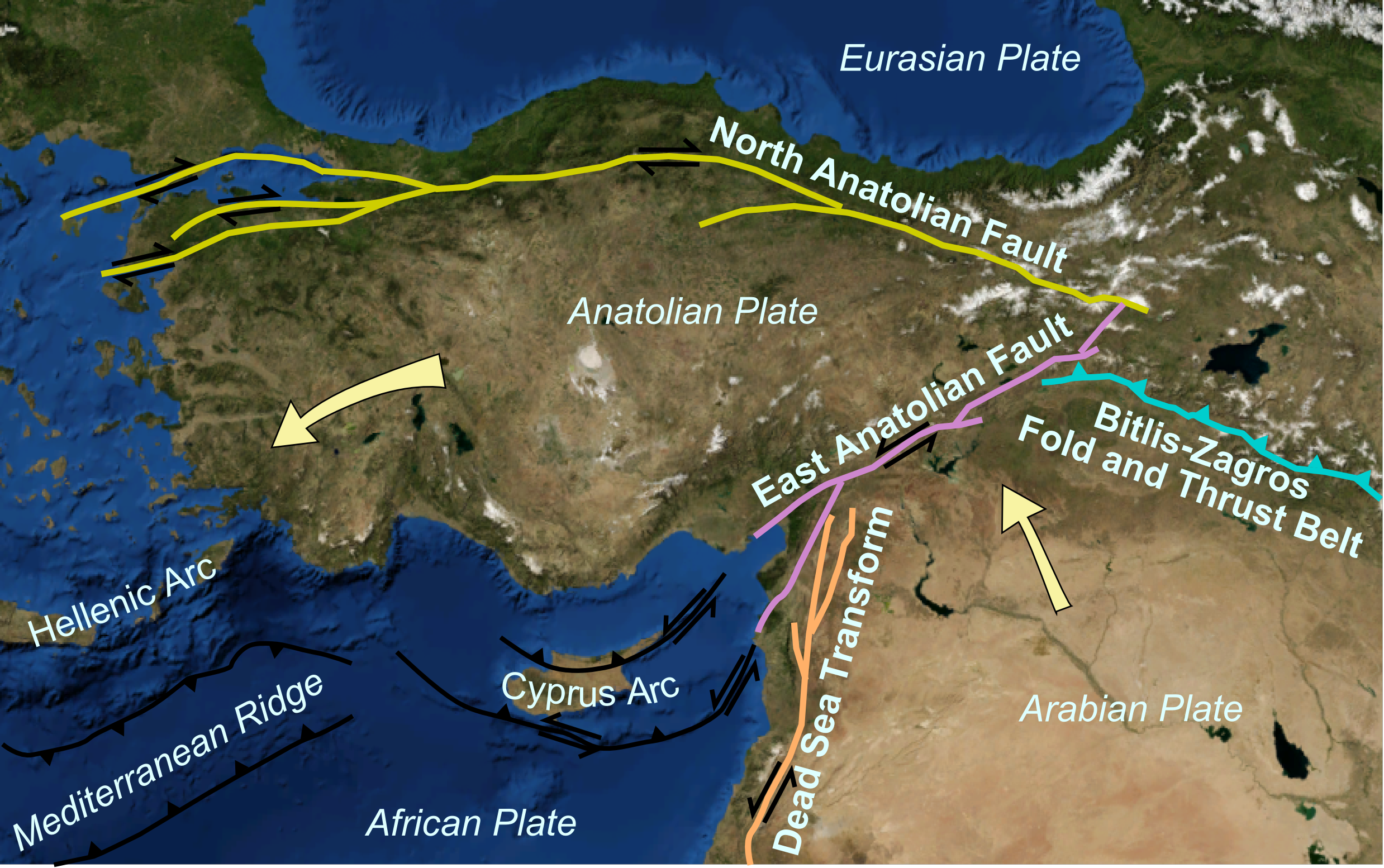
Harta principalelor structuri tectonice din jurul plăcii Anatoliene. Săgețile indică direcția de deplasare a plăcilor Anatoliană și Arabică în raport cu cea Eurasiatică.

Turcia este traversată de o fractură numită falia Nord-Anatoliană care se prelungește înspre Iran într-o zonă tectonică denumită zona Zagros. Mișcările tectonice periodice se produc frecvent datorită faliilor Nord- și Est-Anatoliene. Falia Nord-Anatoliană este una decrosantă adâncă transcrustală, cu mișcări orizontale în sens opus – una se mișcă înspre vest și cealaltă înspre est. La vest de Valea Mudurnu falia Nord-Anatoliană se desparte în trei ramuri: ramura nordică pe care s-a produs cutremurul de la Izmit și care se continuă cu bazinele adânci ale Mării Marmara, golful Saros și apoi spre Grecia, partea centrală care trece prin sudul Mării Marmara și partea sudică, la sud de Marea Marmara.
Falia Nord-Anatoliană, cu o lungime de cca. 900 km, are multe caracteristici similare faliei San Andreas (California). Ambele sunt falii de decrosare cu lungimi apropiate și rate de mișcare comparabile (pe termen lung). În intervalul 1939–1999, falia Nord-Anatoliană a generat șapte cutremure majore cu magnitudini mai mari sau egale de 7. Aceste cutremure au rupt falia progresiv, de la est spre vest.
Peninsula Anatoliei este dispusă, conform specialiștilor geofizicieni, desupra Oceanului Levantin, care ar fi supus unei mișcări de „înălțare”. Acest fenomen geotectonic este caracterizat și de efectul deplasării a trei plăci tectonice: cea Africană cu o mișcare de la sud spre nord, cea Arabică care se deplasează de la sud-est spre nord-vest și, în fine, cea Iraniană (Asiatică) care se mișcă dinspre est spre vest. Deplasarea tectonică rezultantă pentru Anatolia este spre strâmtoarea Bosfor, iar seismele marchează aceste evenimente de mișcare a plăcilor tectonice.
Ca urmare a precedentelor mari cutremure din perimetrul menționat, există marile falii seismice, cu sensul general de la vest spre est. Studiind dispunerea acestor discontinuități ale stratelor litologice, seismologii turci preziceau apariția cutremurelor din zona Izmit–Düzce. Ei își întemeiau previziunile pe faptul că în respectiva zonă ar fi trebuit să apară o unire a faliilor situate la est și la vest. Iar ultimile două cutremure (din anul 1999) au confirmat aceste evaluări, vechile falii fiind „legate” de cea nouă, apărută în perimetrul menționat. Cele două mari seisme, de la Izmit–Kokaeli (din luna august) și Düzce–Bolu (din luna noiembrie), au fost destul de puternice, având magnitudini peste 7 grade pe scara Richter.